# Branle

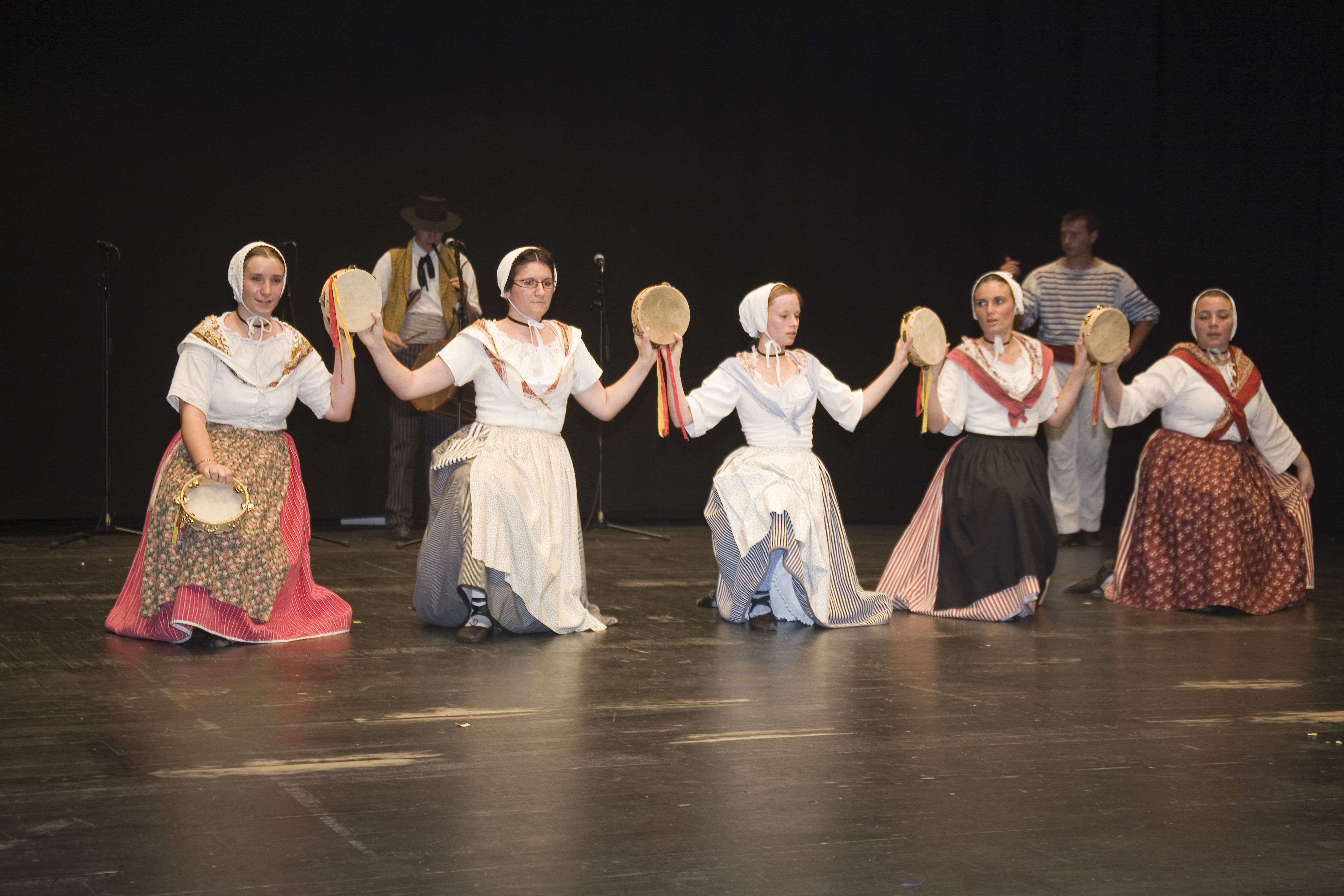
Branle di Saint Elme

Il branle (in italiano brando) è una danza tradizionale francese, di misura generalmente binaria e tempo da moderato a vivace, praticata in ogni regione del paese a partire dal Medioevo fino al XVI secolo. Claude Micard (Les plus belles et excellentes chansons en forme de voix de villes, Parigi, 1588) ha distinto tre diversi tipi di branle: gay, simple e rondoyant.